# ICD-10 第6章:神経系の疾患
本項は、『疾病及び関連保健問題の国際統計分類』第10版（ICD-10）の「第6章:神経系の疾患」の一覧である。

## G00-G99 - 神経系の疾患

### (G00-G09) 中枢神経系の炎症性疾患
- (G00) 細菌性髄膜炎，他に分類されないもの
  - (G00.0) インフルエンザ菌性髄膜炎
  - (G00.1) 肺炎球菌性髄膜炎
  - (G00.2) レンサ球菌性髄膜炎
  - (G00.3) ブドウ球菌性髄膜炎
  - (G00.8) その他の細菌性髄膜炎
  - (G00.9) 細菌性髄膜炎，詳細不明
- (G01) 他に分類される細菌性疾患における髄膜炎
- (G02) 他に分類されるその他の感染症及び寄生虫症における髄膜炎
  - (G02.0) 他に分類されるウイルス疾患における髄膜炎
  - (G02.1) 真菌症における髄膜炎
  - (G02.8) 他に分類されるその他の明示された感染症及び寄生虫症における髄膜炎
- (G03) その他及び詳細不明の原因による髄膜炎
  - (G03.0) 非化膿性髄膜炎
  - (G03.1) 慢性髄膜炎
  - (G03.2) 良性再発性髄膜炎[モラレ髄膜炎]
  - (G03.8) その他の明示された原因による髄膜炎
  - (G03.9) 髄膜炎，詳細不明
- (G04) 脳炎，脊髄炎及び脳脊髄炎
  - (G04.0) 急性播種性脳炎
  - (G04.1) 熱帯性けい<痙>性対麻痺
  - (G04.2) 細菌性髄膜脳炎及び髄膜脊髄炎，他に分類されないもの
  - (G04.8) その他の脳炎，脊髄炎及び脳脊髄炎
  - (G04.9) 脳炎，脊髄炎及び脳脊髄炎，詳細不明
- (G05) 他に分類される疾患における脳炎，脊髄炎及び脳脊髄炎
  - (G05.0) 他に分類される細菌性疾患における脳炎，脊髄炎及び脳脊髄炎
  - (G05.1) 他に分類されるウイルス疾患における脳炎，脊髄炎及び脳脊髄炎
  - (G05.2) 他に分類されるその他の感染症及び寄生虫症における脳炎，脊髄炎及び脳脊髄炎
  - (G05.8) 他に分類されるその他の疾患における脳炎，脊髄炎及び脳脊髄炎
- (G06) 頭蓋内及び脊椎管内の膿瘍及び肉芽腫
  - (G06.0) 頭蓋内膿瘍及び肉芽腫
  - (G06.1) 脊椎管内膿瘍及び肉芽腫
  - (G06.2) 硬膜外及び硬膜下膿瘍，詳細不明
- (G07) 他に分類される疾患における頭蓋内及び脊椎管内の膿瘍及び肉芽腫
- (G08) 頭蓋内及び脊椎管内の静脈炎及び血栓(性)静脈炎
- (G09) 中枢神経系の炎症性疾患の続発・後遺症

### (G10-G13) 主に中枢神経系を障害する系統萎縮症
- (G10) ハンチントン病
- (G11) 遺伝性運動失調(症)
  - (G11.0) 先天性非進行性運動失調(症)
  - (G11.1) 早発性小脳性運動失調(症)
  - (G11.2) 晩発性小脳性運動失調(症)
  - (G11.3) 障害ＤＮＡ修復を伴う小脳性運動失調(症)
  - (G11.4) 遺伝性けい<痙>性対麻痺
  - (G11.8) その他の遺伝性運動失調(症)
  - (G11.9) 遺伝性運動失調(症)，詳細不明
- (G12) 脊髄性筋萎縮症及び関連症候群
  - (G12.0) 乳児型脊髄性筋萎縮症，Ⅰ型[ウェルドニッヒ・ホフマン病]
  - (G12.1) その他の遺伝性脊髄性筋萎縮症
  - (G12.2) 運動ニューロン疾患
  - (G12.8) その他の脊髄性筋萎縮症及び関連症候群
  - (G12.9) 脊髄性筋萎縮症，詳細不明
- (G13) 他に分類される疾患における主に中枢神経系を障害する系統萎縮症
  - (G13.0) 新生物関連ニューロミオパチ<シ>ー及びニューロパチ<シ>ー
  - (G13.1) 新生物性疾患における主に中枢神経系を障害するその他の系統萎縮症
  - (G13.2) 粘液水腫における主に中枢神経系を障害する系統萎縮症
  - (G13.8) 他に分類されるその他の疾患における主に中枢神経系を障害する系統萎縮症

### (G20-G26) 錐体外路障害及び異常運動
- (G20) パーキンソン病
- (G21) 続発性パーキンソン症候群
  - (G21.0) 悪性症候群
  - (G21.1) その他の薬物誘発性続発性パーキンソン症候群
  - (G21.2) その他の外因による続発性パーキンソン症候群
  - (G21.3) 脳炎後パーキンソン症候群
  - (G21.8) その他の続発性パーキンソン症候群
  - (G21.9) 続発性パーキンソン症候群，詳細不明
- (G22) 他に分類される疾患におけるパーキンソン症候群
- (G23) 基底核のその他の変性疾患
  - (G23.0) ハラーフォルデン・シュパッツ病
  - (G23.1) 進行性核上性(眼筋)麻痺[スチール･リチャードソン･オルツェウスキー病]
  - (G23.2) 線条体黒質変性(症)
  - (G23.8) 基底核のその他の明示された変性疾患
  - (G23.9) 基底核の変性疾患，詳細不明
- (G24) ジストニー
  - (G24.0) 薬物誘発性ジストニー
  - (G24.1) 特発性家族性ジストニー
  - (G24.2) 特発性非家族性ジストニー
  - (G24.3) けい<痙>性斜頚
  - (G24.4) 特発性口顔面ジストニー
  - (G24.5) 眼瞼れん<攣>縮
  - (G24.8) その他のジストニー
  - (G24.9) ジストニー，詳細不明
- (G25) その他の錐体外路障害及び異常運動
  - (G25.0) 本態性振戦
  - (G25.1) 薬物誘発性振戦
  - (G25.2) その他の明示された型の振戦
  - (G25.3) ミオクローヌス
  - (G25.4) 薬物誘発性舞踏病
  - (G25.5) その他の舞踏病
  - (G25.6) 薬物誘発性チック及びその他の器質的原因によるチック
  - (G25.8) その他の明示された錐体外路障害及び異常運動
  - (G25.9) 錐体外路障害及び異常運動，詳細不明
- (G26) 他に分類される疾患における錐体外路障害及び異常運動

### (G30-G32) 神経系のその他の変性疾患
- (G30) アルツハイマー病
  - (G30.0) 早発性のアルツハイマー病
  - (G30.1) 晩発性のアルツハイマー病
  - (G30.8) その他のアルツハイマー病
  - (G30.9) アルツハイマー病，詳細不明
- (G31) 神経系のその他の変性疾患，他に分類されないもの
  - (G31.0) 限局性脳萎縮(症)
  - (G31.1) 老人性脳変性，他に分類されないもの
  - (G31.2) アルコールによる神経系の変性
  - (G31.8) 神経系のその他の明示された変性疾患
  - (G31.9) 神経系の変性疾患，詳細不明
- (G32) 他に分類される疾患における神経系のその他の変性障害
  - (G32.0) 他に分類される疾患における脊髄の亜急性連合変性症
  - (G32.8) 他に分類される疾患における神経系のその他の明示された変性障害

### (G35-G37) 中枢神経系の脱髄疾患
- (G35) 多発性硬化症
- (G36) その他の急性播種性脱髄疾患
  - (G36.0) 視神経脊髄炎[デビック病]
  - (G36.1) 急性及び亜急性出血性白質脳炎[ハースト]
  - (G36.8) その他の明示された急性播種性脱髄疾患
  - (G36.9) 急性播種性脱髄疾患，詳細不明
- (G37) 中枢神経系のその他の脱髄疾患
  - (G37.0) びまん<広汎>性硬化症
  - (G37.1) 脳梁の中心性脱髄
  - (G37.2) 橋中心(部)髄鞘崩壊症
  - (G37.3) 中枢神経系の脱髄疾患における急性横断性脊髄炎
  - (G37.4) 亜急性え<壊>死性脊髄炎
  - (G37.5) 同心円性硬化症[バロー]
  - (G37.8) 中枢神経系のその他の明示された脱髄疾患
  - (G37.9) 中枢神経系の脱髄疾患，詳細不明

### (G40-G47)挿間性および発作性障害
- (G40) てんかん
  - (G40.0) 局在的に発症する発作を伴う(巣状)(部分)特発性てんかん及びてんかん(性)症候群
  - (G40.1) 単純部分発作を伴う(巣状)(部分)症候性てんかん及びてんかん(性)症候群
  - (G40.2) 複雑部分発作を伴う(巣状)(部分)症候性てんかん及びてんかん(性)症候群
  - (G40.3) 全般性特発性てんかん及びてんかん(性)症候群
  - (G40.4) その他の全般性てんかん及びてんかん(性)症候群
  - (G40.5) 特殊なてんかん症候群
  - (G40.6) 大発作，詳細不明(小発作を伴うもの又は伴わないもの)
  - (G40.7) 小発作，詳細不明，大発作を伴わないもの
  - (G40.8) その他のてんかん
  - (G40.9) てんかん，詳細不明
- (G41) てんかん重積(状態)
  - (G41.0) 大発作性てんかん重積(状態)
  - (G41.1) 小発作てんかん重積(状態)
  - (G41.2) 複雑性部分てんかん重積(状態)
  - (G41.8) その他のてんかん重積(状態)
  - (G41.9) てんかん重積(状態)，詳細不明
- (G43) 片頭痛
  - (G43.0) 前兆<アウラ>を伴わない片頭痛[普通型片頭痛]
  - (G43.1) 前兆<アウラ>を伴う片頭痛[古典型片頭痛]
  - (G43.2) 片頭痛発作重積状態
  - (G43.3) 合併症を伴う片頭痛
  - (G43.8) その他の片頭痛
  - (G43.9) 片頭痛，詳細不明
- (G44) その他の頭痛症候群
  - (G44.0) 群発頭痛症候群
  - (G44.1) 血管性頭痛，他に分類されないもの
  - (G44.2) 緊張性頭痛
  - (G44.3) 慢性外傷後頭痛
  - (G44.4) 薬物誘発性頭痛，他に分類されないもの
  - (G44.8) その他の明示された頭痛症候群
- (G45) 一過性脳虚血発作及び関連症候群
  - (G45.0) 椎骨脳底動脈症候群
  - (G45.1) 頚動脈症候群(半球性)
  - (G45.2) 多発性及び両側性脳(実質)外動脈症候群
  - (G45.3) 一過性黒内障
  - (G45.4) 一過性全健忘
  - (G45.8) その他の一過性脳虚血発作及び関連症候群
  - (G45.9) 一過性脳虚血発作，詳細不明
- (G46) 脳血管疾患における脳の血管(性)症候群
  - (G46.0) 中大脳動脈症候群
  - (G46.1) 前大脳動脈症候群
  - (G46.2) 後大脳動脈症候群
  - (G46.3) 脳幹卒中症候群
  - (G46.4) 小脳卒中症候群
  - (G46.5) 純運動(性)多発性小梗塞<ラクナ>症候群
  - (G46.6) 純感覚(性)多発性小梗塞<ラクナ>症候群
  - (G46.7) その他の多発性小梗塞<ラクナ>症候群
  - (G46.8) その他の脳血管疾患における脳の血管(性)症候群
- (G47) 睡眠障害
  - (G47.0) 睡眠の導入および維持の障害（不眠症）
  - (G47.1) 過度の傾眠（過眠症）
  - (G47.2) 概日リズム睡眠障害（時差ぼけを含む）
  - (G47.3) 睡眠時無呼吸症候群
  - (G47.4) ナルコレプシーおよびカタプレキシー
  - (G47.8) その他の睡眠障害
  - (G47.9) 睡眠障害、詳細不明

### (G50-G59) 神経，神経根及び神経そう<叢>の障害
- (G50) 三叉神経障害
  - (G50.0) 三叉神経痛
  - (G50.1) 非定型顔面痛
  - (G50.8) その他の三叉神経障害
  - (G50.9) 三叉神経障害，詳細不明
- (G51) 顔面神経障害
  - (G51.0) ベル麻痺
  - (G51.1) 膝(状)神経節炎
  - (G51.2) メルカーソン症候群
  - (G51.3) 間代性片側顔面れん<攣>縮
  - (G51.4) 顔面ミオキミア<筋波動症>
  - (G51.8) その他の顔面神経障害
  - (G51.9) 顔面神経障害，詳細不明
- (G52) その他の脳神経障害
  - (G52.0) 嗅神経障害
  - (G52.1) 舌咽神経障害
  - (G52.2) 迷走神経障害
  - (G52.3) 舌下神経障害
  - (G52.7) 多発性の脳神経障害
  - (G52.8) その他の明示された脳神経障害
  - (G52.9) 脳神経障害，詳細不明
- (G53) 他に分類される疾患における脳神経障害
  - (G53.0) 帯状疱疹後神経痛
  - (G53.1) 他に分類される感染症及び寄生虫症における多発性脳神経麻痺
  - (G53.2) サルコイドーシスにおける多発性脳神経麻痺
  - (G53.3) 新生物性疾患における多発性脳神経麻痺
  - (G53.8) 他に分類されるその他の疾患におけるその他の脳神経障害
- (G54) 神経根及び神経そう<叢>の障害
  - (G54.0) 腕神経そう<叢>障害
  - (G54.1) 腰仙神経そう<叢>障害
  - (G54.2) 頚髄神経根障害，他に分類されないもの
  - (G54.3) 胸髄神経根障害，他に分類されないもの
  - (G54.4) 腰仙髄神経根障害，他に分類されないもの
  - (G54.5) 神経痛性筋萎縮症
  - (G54.6) 疼痛を伴う幻肢症候群
  - (G54.7) 疼痛を伴わない幻肢症候群
  - (G54.8) その他の神経根及び神経そう<叢>の障害
  - (G54.9) 神経根及び神経そう<叢>の障害，詳細不明
- (G55) 他に分類される疾患における神経根及び神経そう<叢>の圧迫
  - (G55.0) 新生物性疾患における神経根及び神経そう<叢>の圧迫
  - (G55.1) 椎間板障害における神経根及び神経そう<叢>の圧迫
  - (G55.2) 脊椎症における神経根及び神経そう<叢>の圧迫
  - (G55.3) その他の脊柱障害における神経根及び神経そう<叢>の圧迫
  - (G55.8) 他に分類されるその他の疾患における神経根及び神経そう<叢>の圧迫
- (G56) 上肢の単ニューロパチ<シ>ー
  - (G56.0) 手根管症候群
  - (G56.1) 正中神経のその他の病変
  - (G56.2) 尺骨神経の病変
  - (G56.3) 橈骨神経の病変
  - (G56.4) カウザルギー
  - (G56.8) 上肢のその他の単ニューロパチ<シ>ー
  - (G56.9) 上肢の単ニューロパチ<シ>ー，詳細不明
- (G57) 下肢の単ニューロパチ<シ>ー
  - (G57.0) 坐骨神経の病変
  - (G57.1) 異常感覚性大腿痛
  - (G57.2) 大腿神経の病変
  - (G57.3) 外側膝窩神経の病変
  - (G57.4) 内側膝窩神経の病変
  - (G57.5) 足根管症候群
  - (G57.6) 足底神経の病変
  - (G57.8) 下肢のその他の単ニューロパチ<シ>ー
  - (G57.9) 下肢の単ニューロパチ<シ>ー，詳細不明
- (G58) その他の単ニューロパチ<シ>ー
  - (G58.0) 肋間ニューロパチ<シ>ー
  - (G58.7) 多発性単神経炎
  - (G58.8) その他の明示された単ニューロパチ<シ>ー
  - (G58.9) 単ニューロパチ<シ>ー，詳細不明
- (G59) 他に分類される疾患における単ニューロパチ<シ>ー
  - (G59.0) 糖尿病性単ニューロパチ<シ>ー
  - (G59.8) 他に分類される疾患におけるその他の単ニューロパチ<シ>ー

### (G60-G64) 多発性ニューロパチ<シ>ー及びその他の末梢神経系の障害
- (G60) 遺伝性及び特発性ニューロパチ<シ>ー
  - (G60.0) 遺伝性運動(性)及び感覚性ニューロパチ<シ>ー
  - (G60.1) レフサム病
  - (G60.2) 遺伝性運動失調(症)に関連するニューロパチ<シ>ー
  - (G60.3) 特発性進行性ニューロパチ<シ>ー
  - (G60.8) その他の遺伝性及び特発性ニューロパチ<シ>ー
  - (G60.9) 遺伝性及び特発性ニューロパチ<シ>ー，詳細不明
- (G61) 炎症性多発(性)ニューロパチ<シ>ー
  - (G61.0) ギラン・バレー症候群
  - (G61.1) 血清ニューロパチ<シ>ー
  - (G61.8) その他の炎症性多発(性)ニューロパチ<シ>ー
  - (G61.9) 炎症性多発(性)ニューロパチ<シ>ー，詳細不明
- (G62) その他の多発(性)ニューロパチ<シ>ー
  - (G62.0) 薬物誘発性多発(性)ニューロパチ<シ>ー
  - (G62.1) アルコール性多発(性)ニューロパチ<シ>ー
  - (G62.2) その他の毒性物質による多発(性)ニューロパチ<シ>ー
  - (G62.8) その他の明示された多発(性)ニューロパチ<シ>ー
  - (G62.9) 多発(性)ニューロパチ<シ>ー，詳細不明
- (G63) 他に分類される疾患における多発(性)ニューロパチ<シ>ー
  - (G63.0) 他に分類される感染症及び寄生虫症における多発(性)ニューロパチ<シ>ー
  - (G63.1) 新生物性疾患における多発(性)ニューロパチ<シ>ー
  - (G63.2) 糖尿病性多発(性)ニューロパチ<シ>ー
  - (G63.3) その他の内分泌疾患及び代謝疾患における多発(性)ニューロパチ<シ>ー
  - (G63.4) 栄養欠乏症における多発(性)ニューロパチ<シ>ー
  - (G63.5) 全身性結合組織障害における多発(性)ニューロパチ<シ>ー
  - (G63.6) その他の筋骨格障害における多発(性)ニューロパチ<シ>ー
  - (G63.8) 他に分類されるその他の疾患における多発(性)ニューロパチ<シ>ー
- (G64) 末梢神経系のその他の障害

### (G70-G73) 神経筋接合部及び筋の疾患
- (G70) 重症筋無力症及びその他の神経筋障害
  - (G70.0) 重症筋無力症
  - (G70.1) 中毒性神経筋障害
  - (G70.2) 先天性及び発育途上の筋無力症
  - (G70.8) その他の明示された神経筋障害
  - (G70.9) 神経筋障害，詳細不明
- (G71) 原発性筋障害
  - (G71.0) 筋ジストロフィー
  - (G71.1) 筋強直性障害
  - (G71.2) 先天性ミオパチ<シ>ー
  - (G71.3) ミトコンドリア(性)ミオパチ<シ>ー，他に分類されないもの
  - (G71.8) その他の原発性筋障害
  - (G71.9) 原発性筋障害，詳細不明
- (G72) その他のミオパチ<シ>ー
  - (G72.0) 薬物誘発性ミオパチ<シ>ー
  - (G72.1) アルコール性ミオパチ<シ>ー
  - (G72.2) その他の毒性物質によるミオパチ<シ>ー
  - (G72.3) 周期性四肢麻痺
  - (G72.4) 炎症性ミオパチ<シ>ー，他に分類されないもの
  - (G72.8) その他の明示されたミオパチ<シ>ー
  - (G72.9) ミオパチ<シ>ー，詳細不明
- (G73) 他に分類される疾患における神経筋接合部及び筋の障害
  - (G73.0) 内分泌疾患における筋無力(症)症候群
  - (G73.1) イートン・ランバート症候群
  - (G73.2) 新生物性疾患におけるその他の筋無力(症)症候群
  - (G73.3) 他に分類されるその他の疾患における筋無力(症)症候群
  - (G73.4) 他に分類される感染症及び寄生虫症におけるミオパチ<シ>ー
  - (G73.5) 内分泌疾患におけるミオパチ<シ>ー
  - (G73.6) 代謝疾患におけるミオパチ<シ>ー
  - (G73.7) 他に分類されるその他の疾患におけるミオパチ<シ>ー

### (G80-G83) 脳性麻痺及びその他の麻痺性症候群
- (G80) 脳性麻痺
  - (G80.0) けい<痙>性四肢麻痺型脳性麻痺
  - (G80.1) けい<痙>性両側麻痺型脳性麻痺
  - (G80.2) けい<痙>性片麻痺型脳性麻痺
  - (G80.3) ジスキネジー性脳性麻痺
  - (G80.4) (運動)失調性脳性麻痺
  - (G80.8) その他の脳性麻痺
  - (G80.9) 脳性麻痺，詳細不明
- (G81) 片麻痺
  - (G81.0) し<弛>緩性片麻痺
  - (G81.1) けい<痙>性片麻痺
  - (G81.9) 片麻痺，詳細不明
- (G82) 対麻痺及び四肢麻痺
  - (G82.0) し<弛>緩性対麻痺
  - (G82.1) けい<痙>性対麻痺
  - (G82.2) 対麻痺，詳細不明
  - (G82.3) し<弛>緩性四肢麻痺
  - (G82.4) けい<痙>性四肢麻痺
  - (G82.5) 四肢麻痺，詳細不明
- (G83) その他の麻痺性症候群
  - (G83.0) 上肢の両(側)麻痺
  - (G83.1) 下肢の単麻痺
  - (G83.2) 上肢の単麻痺
  - (G83.3) 単麻痺，詳細不明
  - (G83.4) 馬尾症候群
  - (G83.8) その他の明示された麻痺性症候群
  - (G83.9) 麻痺性症候群，詳細不明

### (G90-G99) 神経系のその他の障害
- (G90) 自律神経系の障害
  - (G90.0) 特発性末梢性自律神経ニューロパチ<シ>ー
  - (G90.1) 家族性自律神経異常症[ライリー・デイ症候群]
  - (G90.2) ホルネル症候群
  - (G90.3) 多系統変性(症)
  - (G90.4) 自律神経の異常反射
  - (G90.8) 自律神経系のその他の障害
  - (G90.9) 自律神経系の障害，詳細不明
- (G91) 水頭症
  - (G91.0) 交通性水頭症
  - (G91.1) 閉塞性水頭症
  - (G91.2) 正常圧水頭症
  - (G91.3) 外傷後水頭症，詳細不明
  - (G91.8) その他の水頭症
  - (G91.9) 水頭症，詳細不明
- (G92) 中毒性脳症
- (G93) 脳のその他の障害
  - (G93.0) 脳のう<嚢>胞
  - (G93.1) 無酸素性脳損傷，他に分類されないもの
  - (G93.2) 良性頭蓋内圧亢進症
  - (G93.3) ウイルス感染後疲労症候群
  - (G93.4) 脳症<エンセファロパチ<シ>ー>，詳細不明
  - (G93.5) 脳圧迫
  - (G93.6) 脳浮腫
  - (G93.7) ライ症候群
  - (G93.8) 脳のその他の明示された障害
  - (G93.9) 脳の障害，詳細不明
- (G94) 他に分類される疾患における脳のその他の障害
  - (G94.0) 他に分類される感染症及び寄生虫症における水頭症
  - (G94.1) 新生物性疾患における水頭症
  - (G94.2) 他に分類されるその他の疾患における水頭症
  - (G94.8) 他に分類される疾患における脳のその他の明示された障害
- (G95) その他の脊髄疾患
  - (G95.0) 脊髄空洞症及び延髄空洞症
  - (G95.1) 血管性ミエロパチ<シ>ー
  - (G95.2) 脊髄圧迫，詳細不明
  - (G95.8) その他の明示された脊髄疾患
  - (G95.9) 脊髄疾患，詳細不明
- (G96) 中枢神経系のその他の障害
  - (G96.0) 脳脊髄液漏
  - (G96.1) 髄膜の障害，他に分類されないもの
  - (G96.8) 中枢神経系のその他の明示された障害
  - (G96.9) 中枢神経系の障害，詳細不明
- (G97) 神経系の処置後障害，他に分類されないもの
  - (G97.0) 脊椎穿刺からの脳脊髄液漏
  - (G97.1) 脊椎及び腰椎穿刺に対するその他の反応
  - (G97.2) 脳室短絡術に続発する低頭蓋内圧症<低脳圧>
  - (G97.8) 神経系のその他の処置後障害
  - (G97.9) 神経系の処置後障害，詳細不明
- (G98) 神経系のその他の障害，他に分類されないもの
- (G99) 他に分類される疾患における神経系のその他の障害
  - (G99.0) 内分泌疾患及び代謝疾患における自律神経ニューロパチ<シ>ー
  - (G99.1) 他に分類されるその他の疾患における自律神経系のその他の障害
  - (G99.2) 他に分類される疾患におけるミエロパチ<シ>ー
  - (G99.8) 他に分類される疾患における神経系のその他の明示された障害